# فرودگاه پیچیلمو
فرودگاه پیچیلمو (به اسپانیایی: Aeródromo de Pichilemu)،(ایکائو:SCPM) واقع در پیچیلمو در منطقه هیگینس (به انگلیسی: O'Higgins) می‌باشد. این منطقه یکی از قدیمی‌ترین مناطق می‌باشد.
امروزه این فرودگاه توسط باشگاه آرئو (به اسپانیایی: Aéreo de Pichilemu) اداره می‌شود.
این فرودگاه به عنوان قرض از شهرداری پیچیلمو به این باشگاه داده شده است.
این فرودگاه در موارد خاص همچون فرود اضطراری یا رویدادهای مهم همچون ریاست جمهوری مورد استفاده قرار گرفته است. مساحت این فرودگاه ۱۲۰۰۰ متر مبرع می‌باشد.